# オットー (靴屋)
オットーは、2016年2月20日まで、 大阪市北区西天満6丁目に存在した靴販売の小売店である。「もうあかん　やめます!」や「格差社会を是正せよ。身長の格差は当店で」「大阪一安いとうわさの靴店」などのユニークな垂れ幕を掲げての長きにわたる閉店セールやシークレットシューズの格安販売で、大阪では「名物靴店」と言われるほどにサラリーマンらに親しまれていた。

## 概略

### 開業から営業終了決定まで
オットーの歴史は、もともと別の靴小売店で働いていた社長で店主の竹部淺夫が、1977年に独立し、西天満交差点の一角に開業したことにはじまる。当初から2016年の閉店時と同様に、男性向けのビジネスシューズを中心に、格安販売を実施する。その後、「シークレットシューズ」を発案し初めて売り出す。これが身長が高くないことに悩めるサラリーマンらの間で好評となる。
その後、バブル崩壊後の1993年頃、不況で店の経営がうまくいかず、社長の竹部がすがるような思いで、当時竹部自身の口癖となっていた「もうあかん　やめます!」という垂れ幕を店のテント上部に掲げると、大阪では「おもろい店」として一躍話題となり、「大阪名物」や「名物靴店」などとしてメディアなどからも評されるほどになった。その後も、「いや、やっぱりやります!　どっちやねんセール」「格差社会を是正せよ。身長の格差は当店で。人は見た目が9割だから!」などの垂れ幕を作成し店先に掲げることで、地元では「閉店商法」と言われ愛されながら、2016年2月まで20年以上営業を続けた。
上述のように、「もうあかん　やめます！」などの垂れ幕を20年以上掲げながら営業を続けていたオットーであったが、社長である竹部の体調不良により、事業継続が困難となったことから、2015年11月に2016年2月20日をもって営業を終了することを決定した。

### 営業終了
上述のように2016年2月20日、オットーは、報道陣や常連客、ボランティアが詰めかける中、閉店セレモニーを行い営業を終了した。
営業終了日である2月20日に、日本テレビの情報番組スッキリ!!で阿部祐二が店頭でインタビューした客からは「（本当にやめるかどうか）いやあ、どうでしょうか。だって、前もやめると言ってやめへんかったもん」「ギャグでやってほしい。後継者出現とか」という回答が出され、営業終了について疑う人が多かったという。また、同じインタビューの過程でオットーを訪れた客にＪキャストニュースが調査したところ、「閉店するだろう」と回答したのが36人だったのに対し、「閉店しないのでは」が73人という結果となっていたほか、産経新聞によれば閉店後も、店舗跡地の前の通行者からは「ほんまに閉店したの？」と訝しがる声も聞かれたという。また、店主の竹部が営業終了日に行われた閉店セレモニーで詰めかけた報道陣から、「本当にやめるのか」と問われるなどメディアからも半信半疑の状況であった。
営業終了後の2016年2月末、オットーはテナント契約を解除。さらに、同年4月には税務署に廃業を届け出た。
店のあったビルは2016年6月に取り壊され、跡地には同年11月7日にファミリーマート西天満六丁目店が開店した。
2017年4月26日、神戸地裁尼崎支部から破産開始決定を受け同日、破産手続廃止となる。

### 「もうあかん」の立ち上げ
上記のように営業を終了したオットーであるが、その名物商品であるシークレットシューズを愛用する客を中心に、本当に営業を終了したことを残念がる声が多かったことから、社長の竹部が体調不良で店に出られない間、竹部に代わりオットーを切り盛りしていた司法書士の小山秀司を中心とするボランティアらが、竹部の了解を得たうえで、2016年5月からインターネット通販大手の楽天市場とアマゾンに靴専門店「シューズショップ　もうあかん」を出店した。なお、この「シューズショップ　もうあかん」の運営には、竹部自身もアドバイザーとして携わっている。当初の取扱商品は、シークレットシューズを中心に、男性用ビジネスシューズや運動靴など約50種類程度である。
さらに、「オットーの心を受け継いでいきたい」として、「もうあかん」は大阪府東大阪市長堂にある衣料品店「メンズウェアMITSUYA」をはじめとする実店舗にも自社商品を卸しはじめる。

## 店名
オットーの店名の由来は、創業者が靴職人であったドイツの通販会社「オットー」(en)に因んでいる。当店は床面積30平米の狭い場所での営業をしているが、いつかは「オットーのような大きな店になりたい」という竹部の願いから、このような店名となった。

## 閉店商法か否か
弁護士の前島申長は、閉店商法について「景品表示法4条1項2号で禁じられている不当表示に該当する」としたうえで、オットーの場合「もうあかん やめます!」としながら営業し続けていることがメディアにも取り上げられているなど、20年以上話題作りのためのユニークなキャッチコピーとして捉えられたことから、閉店商法とは言い難いとしている。
弁護士の落合洋司は、厳密には詐欺罪に当たらなくもないが、客も「もうあかん やめます!」をキャッチコピーとして捉えて買い物していると考えられ、警察に被害届を出しても捜査はしても立件の可能性は低いとしている。

### 註釈
1. ↑  商店街などではなく、ビジネス街である西天満交差点の一角に店を構えた理由は、他店との差別化を図るためであったと社長の竹部は述べている'"`UNIQ--ref-00000007-QINU`"'。
2. ↑  この閉店について、タレントのはるな愛は、「私、よく通るんですよ。閉店したら寂しいですね」とコメントした'"`UNIQ--ref-00000009-QINU`"'。
3. ↑  これについて、報道によれば竹部は笑顔で、「もうあきまへん、これ以上は閻魔様に舌抜かれる。嘘はつけません。」と返したという'"`UNIQ--ref-0000000B-QINU`"''"`UNIQ--ref-0000000C-QINU`"''"`UNIQ--ref-0000000D-QINU`"'。